# ام۱ گرند
ام۱ گرند نوعی تفنگ جنگی آمریکایی و نخستین تفنگ نیمه‌اتوماتیکی بود که به طور عمومی در اختیار نیروهای پیاده‌نظام قرار داده شد. تا سال ۱۹۳۷ که ژنرال جرج پاتون این تفنگ را «بزرگترین جنگ‌افزاری که تاکنون اختراع شده» خواند و آن را در ارتش آمریکا جایگزین تفنگ اسپرینگفیلد ام۱۹۰۳ کرد، تمامی ارتش‌های دنیا از تفنگ‌های گلنگدنی به عنوان سلاح سازمانی اصلی خود استفاده می‌کردند.
ام۱ در سال ۱۹۳۲ توسط جان گرند طراحی شد و تولید انبوه آن از سال ۱۹۳۶ آغاز شده و از سال ۱۹۳۷ به عنوان سلاح سازمانی ارتش آمریکا و در سال‌های بعد ده‌ها کشور دیگر دنیا انتخاب شد. در سال ۱۹۵۷ تفنگ ام۱۴ جای آن را در ارتش آمریکا گرفت، هرچند از ام۱ تا سال ۱۹۶۳ و در سطح محدودی تا سال ۱۹۶۶ در خط مقدم نبرد استفاده می‌شد. امروزه استفاده از این تفنگ منحصر به مقاصد آموزشی و تشریفاتی است و البته در بین غیرنظامیان به عنوان تفنگ شکاری، و تمرین نشانه‌گیری استفاده شده و همچنین برای تکمیل کلکسیون‌های جنگ‌افزار تقاضا دارد.
ام۱ از فشنگ‌های ۰۶-۰۳. اسپرینگفیلد (۷٫۶۲x۶۳ م‌م) استفاده می‌کرد که البته پس از ورود فشنگ کالیبر ۵۱×۷٫۶۲ میلی‌متر ناتو تعدادی از آن‌ها برای استفاده از این فشنگ تغییر کالیبر دادند. تغذیه فشنگ آن هم از طریق فشنگ‌خوری انجام شد که ظرفیت ۸ فشنگ را داشت. در واقع یکی از انتقادات اصلی به این تفنگ ظرفیت کم فشنگ‌خور و عدم طراحی سیستم خشابی از پائین برای آن بود. ام۱ همچنین قابلیت نصب نارنجک‌اندازهای ام۷، پرتاب نارنجک تفنگی ۲۲ میلی‌متری و نصب چندین نوع سرنیزه را داشت.
امتیاز ام۱ بر سلاح‌های نسل خود سرعت بسیار بیشتر شلیک با آن بود که موجب افزایش قابل ملاحظه قدرت آتش نیروهای پیاده‌نظام می‌شد در حالی‌که قدرت، دقت و بُرد آن نیز کاهش نیافته بود. به این ترتیب دیگر ارتش‌های دنیا نیز به تدریج رو به استفاده از ام۱ و دیگر تفنگ‌های اتوماتیک و نیمه‌اتوماتیک در ارتش‌های خود آوردند. ام۱۴ که در سال ۱۹۵۷ در آمریکا جایگزین ام۱ شد، و تفنگ ایتالیایی برتا ب‌ام۵۹ از مهم‌ترین سلاح‌هایی بودند که بر اساس ام۱ ساخته شدند. ام۱ کارابین هرچند نامی مشابه‌ام۱ دارد اما سلاحی به کلی متفاوت است. برخی سلاح‌های دیگر با نام ام۱ نیز مانند مسلسل دستی تامسون ام۱ و تانک ام۱ آبرامز تولید شده‌اند که ارتباطی با تفنگ ام۱ ندارند. در واقع حرف ام (M) در اینجا مخفف واژه مدل (Model) است.

## کاربران
- آرژانتین: حدود ۳۰ هزار ام۱ از آمریکا دریافت کرد. تعدادی برای استفاده از خشاب تفنگ برتا ب‌ام۵۹ تغییر داده شدند.[۱]
- برزیل:دریافت تعداد زیادی ام۱ در اوایل دهه ۱۹۵۰ از آمریکا. تعدادی برای استفاده از فشنگ ۷٫۶۲x۵۱ و خشاب تفنگ اف‌ان فال تغییر داده شدند.[۱]
- کامبوج: دریافت ام۱ از دولت آمریکا.[۲]
- کوبا[۳]
- دانمارک - دریافت ۶۹۸۱۰ تفنگ ام۱ از آمریکا. تعدادی برای فشنگ ۷٫۶۲x۵۱ تغییر داده شدند.[۴] حدود ۲۰ هزار قبضه هم از ایتالیا خریداری شد.[۵]
- اتیوپی:دریافت ۲۰۷۰۰ ام۱ از دولت آمریکا در دهه ۱۹۶۰[۴]
- فرانسه - استفاده در لژیون خارجی و نیروهای فرانسه آزاد.[۶][۷] دریافت ۲۳۲۵۰۰ ام۱ از دولت آمریکا از سال ۱۹۵۰ تا ۱۹۶۴[۴]
- آلمان غربی: دریافت ۴۶۷۵۰ ام۱ از دولت آمریکا تا سال ۱۹۶۵[۴]
- یونان: دریافت ۱۸۶۰۹۰ ام۱ و ۱۸۸۰ مدل تک‌تیرانداز ام۱سی و ام۱ دی از دولت آمریکا تا سال ۱۹۷۵.[۴] تعدادی هنوز به عنوان سلاح تشریفاتی توسط گارد ریاست‌جمهوری استفاده می‌شوند.
- اندونزی: دریافت ۵۵ تا ۷۸ هزار ام۱ و تعداد کمی مدل تک‌تیرانداز ام۱سی از دولت آمریکا. تعدادی هم از ایتالیا دریافت شدند..[۱]
- ایران: دریافت ۱۶۵۴۹۰ ام۱ از دولت آمریکا تا سال ۱۹۶۴. ام۱ پس از جنگ جهانی دوم جایگزین تفنگ برنو به عنوان سلاح سازمانی ارتش ایران شد و در سال ۱۳۴۳ تفنگ آلمانی ژ۳ جای آن را گرفت.[۴]
- اسرائیل:دریافت حدود ۶۰ هزار ام۱ از دولت آمریکا.[۴]
- ایتالیا: از سال ۱‍۹۴۵ به عنوان سلاح سازمانی ارتش ایتالیا انتخاب شد و حدود ۱۰۰ هزار قبضه‌ام۱ تحت لیسانس سازنده آمریکایی در ایتالیا تولید شد. در سال ۱۹۵۹ برتا ب‌ام۵۹ مدل بهینه‌شده‌ام۱ جای آن را گرفت.[۵] همچنین ۲۳۲ هزار ام۱ در طول این مدت از دولت آمریکا دریافت شد.[۱]
- ژاپن: سلاح اصلی نیروهای دفاع شخصی ژاپن (پلیس ملی دخیره) بود و هنوز برای مراسم تشریفاتی مورد استفاده است.[۸]
- اردن:تا سال ۱۹۷۴ حدود ۲۵ تا ۳۰ هزار ام۱ از آمریکا دریافت شد.[۴]
- کره جنوبی:بین سال‌های ۱۹۶۴ تا ۱۹۷۴ حدود ۲۹۶ هزار ام۱ از آمریکا دریافت شد.[۴]
- لائوس:دریافت ۳۶۲۷۰ ام۱ از دولت آمریکا بین سال‌های ۱۹۵۰ تا ۱۹۷۵.[۴]
- نروژ: تا سال ۱۹۶۴ حدود ۷۲۸۰۰ ام۱ از آمریکا دریافت شد.[۴] هنوز هم برای تمرین تیراندازی استفاده می‌شود.
- پاکستان: دریافت حدود ۱۵۰ هزار ام۱ از دولت آمریکا تا سال ۱۹۷۵.[۴]
- پاناما[۹]
- پاراگوئه: دریافت حدود ۳۰۷۵۰ هزار ام۱ از دولت آمریکا تا سال ۱۹۷۵.[۴]
- فیلیپین:دریافت ۳۴۳۰۰ هزار ام۱ و ۲۶۶۰ مدل تک‌تیرانداز ام۱دی از دولت آمریکا بین سال‌های ۱۹۵۰ تا ۱۹۷۵.[۴]
- عربستان سعودی:دریافت ۳۴۵۳۰ هزار ام۱ از دولت آمریکا تا سال ۱۹۷۵.[۴]
- ویتنام جنوبی: دریافت ۲۲۰۳۰۰ هزار ام۱ و ۵۲۰ مدل تک‌تیرانداز ام۱سی و دی از دولت آمریکا بین سال‌های ۱۹۵۰ تا ۱۹۷۵.[۴]
- تایلند: دریافت ۴۰ هزار ام۱ از دولت آمریکا تا سال ۱۹۶۵.[۴]
- ترکیه:دریافت ۳۱۲۴۳۰ ام۱ از دولت آمریکا بین سال‌های ۱۹۵۳ تا ۱۹۷۰.[۴]
- ایالات متحده آمریکا: سلاح سازمانی ارتش آمریکا از سال ۱۹۳۶ تا ۱۹۶۳.[نیازمند منبع]هنوز برای مراسم نظامی رسمی و آموزش مورد استفاده است.
- اروگوئه[۹]
- ونزوئلا: دریافت ۵۵۶۷۰ ام۱ از دولت آمریکا.[۴]
- ویتنام شمالی: استفاده توسط نیروهای ویتنام شمالی در جنگ‌های هندوچین.[نیازمند منبع]